# John McNaughton
John McNaughton (* 13. Januar 1950 in Chicago, Illinois) ist ein US-amerikanischer Filmregisseur.

## Karriere
Sein Debüt als Regisseur gab John McNaughton 1984 mit dem Dokumentarfilm Dealers in Death. Zwei Jahre später drehte er mit Henry: Portrait of a Serial Killer seinen ersten Spielfilm. Hierbei handelt es sich um einen Low-Budget-Film, der innerhalb von 28 Tagen gefilmt wurde, doch der Film wurde erst drei Jahre nach der Fertigstellung in die Kinos gebracht. Es folgten verschiedene Filme sowie immer mal wieder Engagements für das Fernsehen. So inszenierte er mehrere Episoden der Krimiserie Homicide. Sein bisher bekanntester Film ist Wild Things aus dem Jahre 1998.
Für den 1997 veröffentlichten Fernsehfilm Firehouse verwendete er das Pseudonym Alan Smithee.

## Auszeichnungen (Auswahl)
Für sein Spielfilmdebüt wurde er auf dem Fantasporto 1991 mit dem International Fantasy Film Award in den Kategorien Bestes Drehbuch sowie Bester Film ausgezeichnet.

## Filmografie (Auswahl)
- 1984: Dealers in Death (Dokumentarfilm)
- 1986: Henry: Portrait of a Serial Killer
- 1991: Sex, Drugs, Rock & Roll
- 1991: Alienkiller (The Borrower)
- 1993: Sein Name ist Mad Dog (Mad Dog and Glory)
- 1994: Girls in Prison (Fernsehfilm)
- 1996: Normal Life
- 1997: Firehouse (als Allen Smithee)
- 1998: Wild Things
- 1999: Meyer Lansky – Amerikanisches Roulette (Lansky)
- 2000: Condo Painting (Dokumentarfilm)
- 2001: Speaking of Sex
- 2006: Heckel's Tale (Fernsehfilm der Anthologie Masters of Horror, Folge 1x12)
- 2013: The Harvest